# Eyevory
Eyevory ist eine deutsche Progressive-Rock-Band aus Bremen. Ihr Stil ist angelehnt an den Progressive Rock der 1970er, im Detail erschließen sich aber auch Folk-Rock, Klassische Musik, Pop und Hard Rock. Das Quartett steht bei Artist Station Records unter Vertrag.

## Geschichte
Eyevory ging 2012 aus der Formation pinK mercury hervor, die nach acht Jahren aus Imagegründen ihren Namen änderte. Zu den Gründungsmitgliedern zählen die beiden Front-Sängerinnen Jana Frank (auch Bass) und Kaja Fischer (auch Querflöte und Keyboards), Gitarrist David Merz und Schlagzeuger Sascha Barasa Suso.
Die Jury der Deutschen Pop-Stiftung erkannte der Band 2009 und 2010 den ersten Preis in der Kategorie „Beste Progressiv Band“ des Deutschen Rock & Pop Preises zu.
Die Band ist live deutschlandweit sehr erfolgreich und trat unter anderem als Vorgruppe für Saga, Manfred Mann’s Earth Band, Doro Pesch und Ray Wilson auf.
Im April 2012 veröffentlichte die Band ihr Debüt unter dem neuen Namen, die EP The True Bequest. Die sieben Songs wurden unter anderem von Frank Bornemann (Eloy) im Horus Sound Studio, Hannover produziert.
Jana Frank und David Merz, Sohn des ehemaligen Wallenstein Sängers, Kim Merz, sind die kreativen Köpfe der Band und brachten viele frische Ideen in die Produktion ein, wie z. B. ein mit der Querflöte gespieltes Melodiezitat aus der Hörspielreihe Die drei ??? im 9:38 Minuten langen Song The Tower.
Im März 2013 gelang Eyevory ein echter Geniestreich: A Symphonic Night of Prog Rock – ein Konzert mit einem individuell zusammengestellten Sinfonie-Orchester im Schlachthof Bremen sorgte international für Aufsehen und traf auf enormen Zuspruch. Um das Konzert als Live-DVD zu veröffentlichen, startete die Band eine Crowdfunding-Kampagne und konnte von ihren Fans über 9.000 Euro innerhalb von acht Wochen zusammen sammeln, um das Projekt zu finanzieren.
Am 26. April 2013 veröffentlichten Eyevory ihr erstes Album. Euphobia wurde über das Independent-Label Artist Station Records veröffentlicht und schließt mit einer Covernummer als Bonustrack. Euphoria, der Siegertitel des 57. Eurovision Song Contest 2012 – komponiert von den Schwedischen Produzenten Thomas G:son und Peter Lars Boström – lieferte die perfekte Vorlage für Eyevory‘s ganz neue, ganz eigene Interpretation.
Schlagzeuger Sascha Barasa Suso verließ im August 2013 die Band auf eigenen Wunsch. Auf der zum Album gehörenden Euphobia Club Tour im Herbst 2013 wurde er vertreten von Florian Brüning als Gast. Während die Band weiter auf der Suche nach einem neuen Schlagzeuger war, ergab sich im Sommer 2014 die Zusammenarbeit mit Mike Thorne (Saga), der für die EP Hope zwei Songs am Schlagzeug einspielte.
Am 17. August 2014 stellten Eyevory ihren neuen Drummer Andreas Tegeler (Poverty’s No Crime) vor und kündigten ein zweites Studioalbum für 2015 an. Doch die neue Euphorie war leider nur von kurzer Dauer, denn Tegeler verließ im Januar 2015 die Band auf Grund von terminlichen Unpässlichkeiten.
Im Frühjahr 2015 ging die Band erneut auf Europa-Tour mit Saga und Manfred Mann’s Earth Band. Als Gast am Schlagzeug begleitete Frank Alpers, der auch auf dem zweiten Studioalbum Inphantasia zu hören ist. Das Album erschien am 21. Oktober 2016 beim Label Artist Station Records und bei Soul Food im weltweiten Vertrieb. Hierbei handelt es sich um ein Konzeptalbum, dessen Geschichte von einer Fantasiewelt erzählt, in der man eine Reise durch die eigene Kindheit unternimmt. Das Material stammt fast ausschließlich aus der Feder von Jana Frank und David Merz und ist das aufwendigste und detaillierteste Werk, das Eyevory bislang veröffentlichten. Rund ein Dutzend Gastmusiker an teilweise exotischen Instrumenten sowie ein Kinderchor kamen zum Einsatz.
Im Januar 2016 stellten Eyevory Arne Suter als festen neuer Schlagzeuger vor, der die Band bereits Ende 2015 auf der Hope Tour als Gast begleitete.
Aus gesundheitlichen Gründen konnte dieser aber leider nicht mehr das bislang größte Live Event der Band, ein Auftritt beim legendären Night of the Prog Festival auf der Freilichtbühne Loreley, begleiten und schied Anfang 2018 gänzlich aus der Band aus.
Seit April 2018 ist Christian Schmutzer als neuer Schlagzeuger dabei. Er begleitete die Band auch auf ihren ersten Konzerten in Großbritannien im Frühjahr 2018.

## Stil
Der allgemeine Stil der Musik lässt sich als Progressive Rock / Adult Oriented Rock bezeichnen, wobei ein sehr prägnantes Merkmal der Einsatz von zwei Lead-Sängerinnen und einer Querflöte ist.
Als Haupteinflüsse nennt die Formation Bands wie Genesis, Rush, Marillion und die Sängerin Anouk.

## Diskografie

### Alben
- 2013: Euphobia
- 2014: A Symphonic Night of Prog Rock (Livealbum)
- 2016: Inphantasia
- 2019: Aurora

### EPs
- 2012: The True Bequest
- 2014: Hope

### Videoalben
- 2014: A Symphonic Night of Prog Rock